# ناحیه جرمن‌تاون، شهرستان کاتنوود، مینه سوتا
ناحیه جرمن‌تاون (به انگلیسی: Germantown Township) یک منطقهٔ مسکونی در ایالات متحده آمریکا است که در شهرستان کاتنوود، مینه‌سوتا واقع شده‌است.
 ناحیه جرمن‌تاون ۹۲٫۸ کیلومتر مربع مساحت و ۲۰۷ نفر جمعیت دارد و ۳۶۰ متر بالاتر از سطح دریا واقع شده‌است.